# Église du Sauveur d'Agüero

L’'église du Sauveur (en espagnol : Iglesia de El Salvador) d'Agüero est une église paroissiale, située à Agüero, dans la province de Huesca, en Espagne. La construction originale, de style roman, œuvre du maître d'Agüero (es), consistait en une seule nef de deux travées couverte d'une voûte en berceau brisé avec une abside semi-circulaire. 
Elle a subi des modifications importantes à la Renaissance, créant un ensemble hétérogène, dans lequel la pierre de taille est associée avec la maçonnerie et la brique. Un chevet droit a été ajouté, ainsi que quatre chapelles latérale de chaque côté ; la nef a été agrandie, avec deux travées supplémentaires du côté ouest. Une tour rectangulaire a été ajoutée du côté nord. 

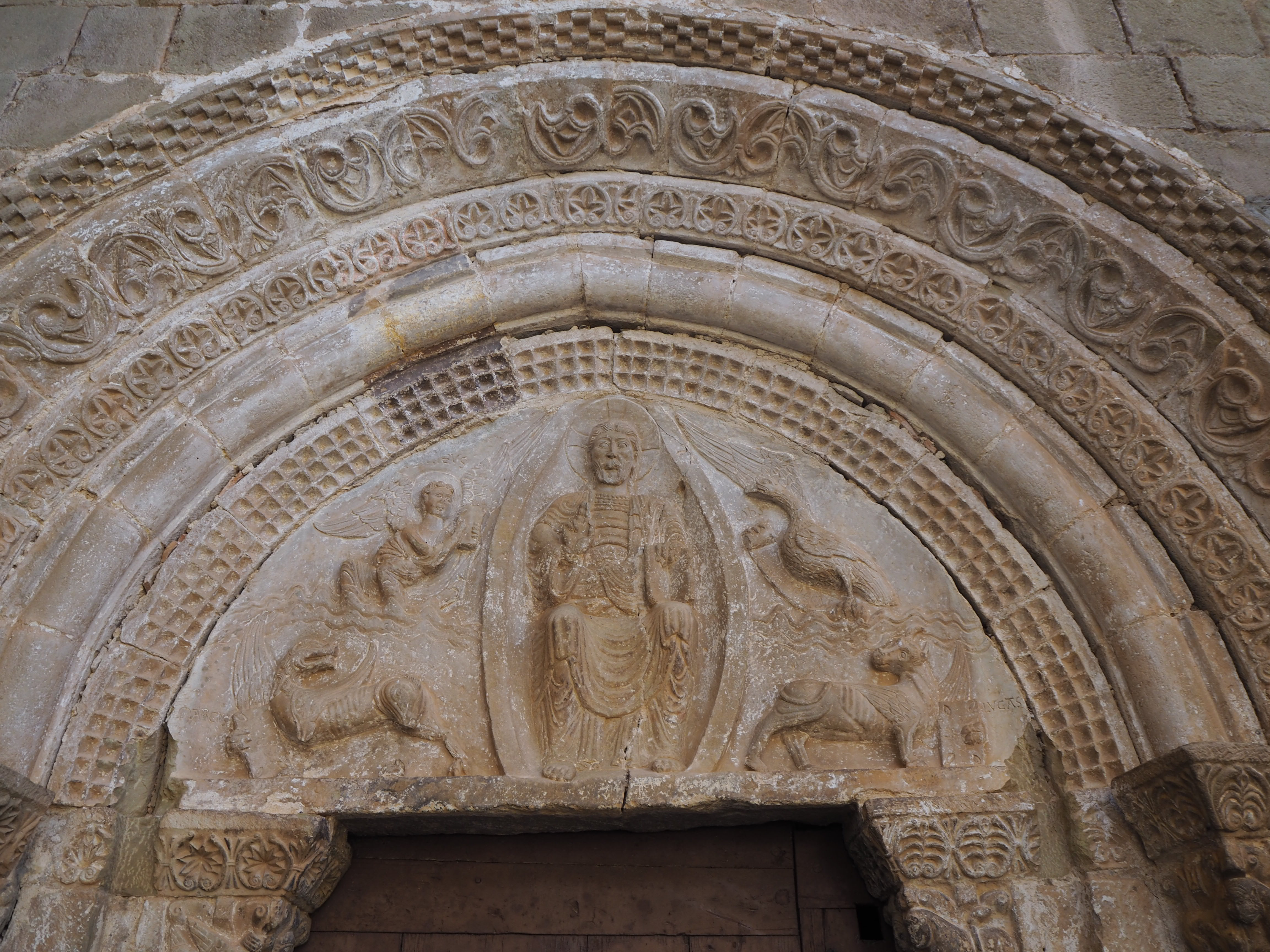
Le tympan de la porte nord, avec le Christ Pantocrator entouré du tétramorphe.

L'église a deux portes : au nord, les restes d'un portique qui abritait la porte romane avec un tympan en arc brisé, encadré par une triple archivolte et décoré d'un bas-relief représentant le Christ Pantocrator entouré du tétramorphe, qui présente encore des traces de polychromie ; au sud, un simple vestibule surélevé qui abrite une porte avec arc en plein cintre.